# زین‌العابدین اصفهانی
زین العابدین بن محمدتقی اصفهانی (۱۱۸۷–۱۳۰۰ه‍.ق/۱۷۷۳–۱۸۸۲م) معروف به اشرف‌الکتاب از استادان مسلم خط نسخ در سده سیزدهم هجری و از خوشنویسان در بار ناصرالدین شاه قاجار بود. وی در سال ۱۱۸۷ هجری قمری در اصفهان دیده به جهان گشود و فرزند محمد تقی اصفهانی است.

## بستگان
محمد خوشنویس خوانساری (فرزند زین العابدین اصفهانی)، غلامحسین خوشنویس خوانساری (نوه زین العابدین اصفهانی)، احمد اشرف الکتابی (فرزند اول غلامحسین خوشنویس)، محمود اشرف الکتابی (فرزند دوم غلامحسین خوشنویس)، عبدالوهاب اشرف الکتابی (فرزند چهارم غلامحسین خوشنویس)، محمد رضا اشرف الکتابی (فرزند پنجم غلامحسین خوشنویس)، محمد جواد اشرف الکتابی (فرزند ششم غلامحسین خوشنویس)، محمد علی اشرف الکتابی (فرزند سوم غلامحسین خوشنویس)، محمد باقر اشرف الکتابی (فرزند اول محمد علی اشرف الکتابی)؛ ابوالقاسم اشرف الکتابی (فرزند دوم محمد علی اشرف الکتابی)

## القاب
آقا زین‌العابدین اصفهانی لقب اشرف‌الکتاب را از ناصرالدین شاه دریافت کرد و همچنین برخی از آثارش را سلطانی رقم یا امضاء می‌کرده است. همچنین او از سوی استادان و خطاطان زمان خود به لقب «سلطان الخطاطین» گرفته بود.

## استادان
استادان او آقا محمود خوشنویس اصفهانی و آقا عبدالغفار اصفهانی بوده‌اند و از روی آثار میرزا احمد نیریزی هم بسیار مشق کرده است.

## شاگردان
از شاگردان وی نیز می‌توان از شرف المعالی سید محمد اصفهانی مشهور به بقا، میرزا محمد علی خوشنویس (جد خاندان قدسی)، میرزا علی‌رضا معروف به آقا جان پرتو، زین‌العابدین محلاتی و میرزا محمد علی سلطان الکتاب اصفهانی نام برد. همچنین زین‌العابدین محلاتی، میرزا محمد علی تنباکو فروش، میرزا محمد علی مطلق و سید علی‌اکبر اردستانی را از جمله شاگردان او نام برده‌اند.

## معاصران
هم عصران نسخ‌نویس وی نیز میرزا غلام‌علی اصفهانی خوشنویس پرتوان عهد قاجاریه و آقا هاشم و محمد حسن نسخ نویس بوده‌اند.

## درگذشت
اشرف الکتاب عمری طولانی داشته و تذکره نویسان سن وی را بیش از صد سال و حداقل ۱۰۲ سال ذکر کرده‌اند که ظاهراً تا سنین بالا هم به کتابت و مشق اشتغال داشته است. او بنا به نقلی در سال ۱۲۹۶ یا قولی دیگر ۱۳۰۰ قمری درگذشته است.
قرآنی از وی که به تاریخ ۱۲۷۸ و در کهولت سن و ضعف جسمانی، به گواه خود در رقم انتهای آن، باقی مانده از کثرت هم و لطافت طبعش خبر می‌دهد. البته قرآنی نیز در نهایت زیبایی از وی بجا مانده که تاریخ اتمام آن سال ۱۲۴۸ قمری، و مشهور به مصحف زرین است که احتمالاً در موزه ملک نگهداری می‌شود.
مدفن او در اصفهان است

## تشابهات اسمی
قابل ذکر است که در نسخ نویسان مشهور ایرانی، کاتبان و خوشنویسان دیگری نیز به نام زین العابدین بوده‌اند مانند زین‌العابدین محلاتی، زین‌العابدین قزوینی معروف به معجزنگار، زین‌العابدین شریفی قزوینی معروف به صدرالکتّاب و ملک‌الخطاطین، زین‌العابدین خوانساری، زین‌العابدین حسینی، زین‌العابدین یزدی، زین‌العابدین گرگانی یا جرجانی.
همچنین یک زین‌العابدین اصفهانی دیگر هست که در سال ۱۳۰۲ قمری در گذشته و نقاش و قلمدان ساز بوده و معروف به میرآقا و میر زین العابدین که جد حاج مصورالملکی اصفهانی بود.